# Bud Spencer und Terence Hill Festival

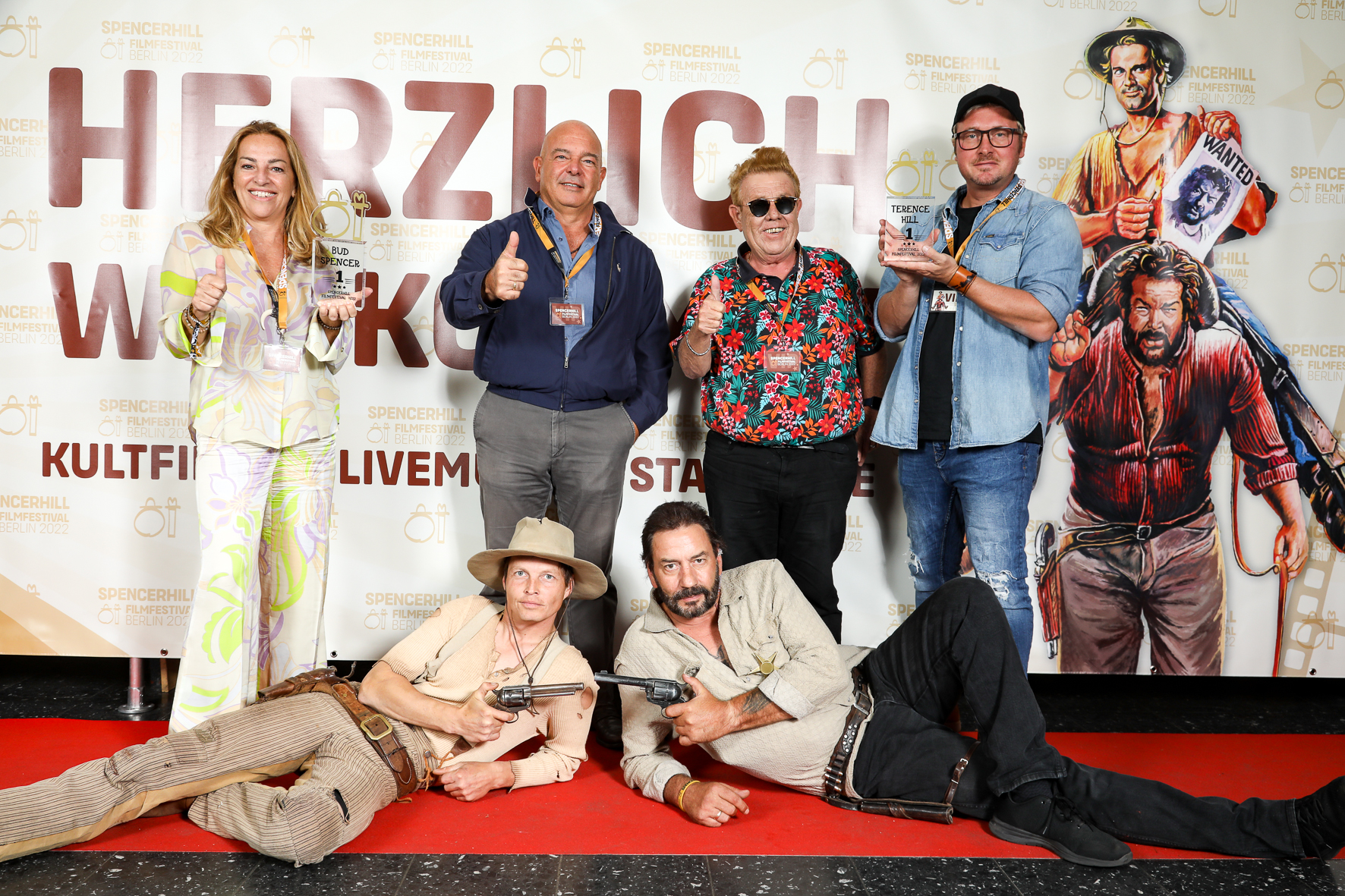
VIPs beim Filmfestival in Berlin 2022

Das Bud Spencer und Terence Hill Festival (Abkürzung auch SpencerHill-Festival) ist ein internationales Fantreffen für Anhänger der Filme, in denen die Schauspieler Bud Spencer und Terence Hill gemeinsam oder auch einzeln spielen. Das Treffen findet seit 2001 an verschiedenen Orten Deutschlands statt. Im Jahr 2018 kamen 4000 Besucher nach Lommatzsch (Kindheitsstadt von Terence Hill).

## Darbietungen
Es werden Filme der beiden Schauspieler gezeigt, Bands spielen Soundtracks. Weiterhin gibt es Shows, Wettbewerbe und Autogrammstunden.

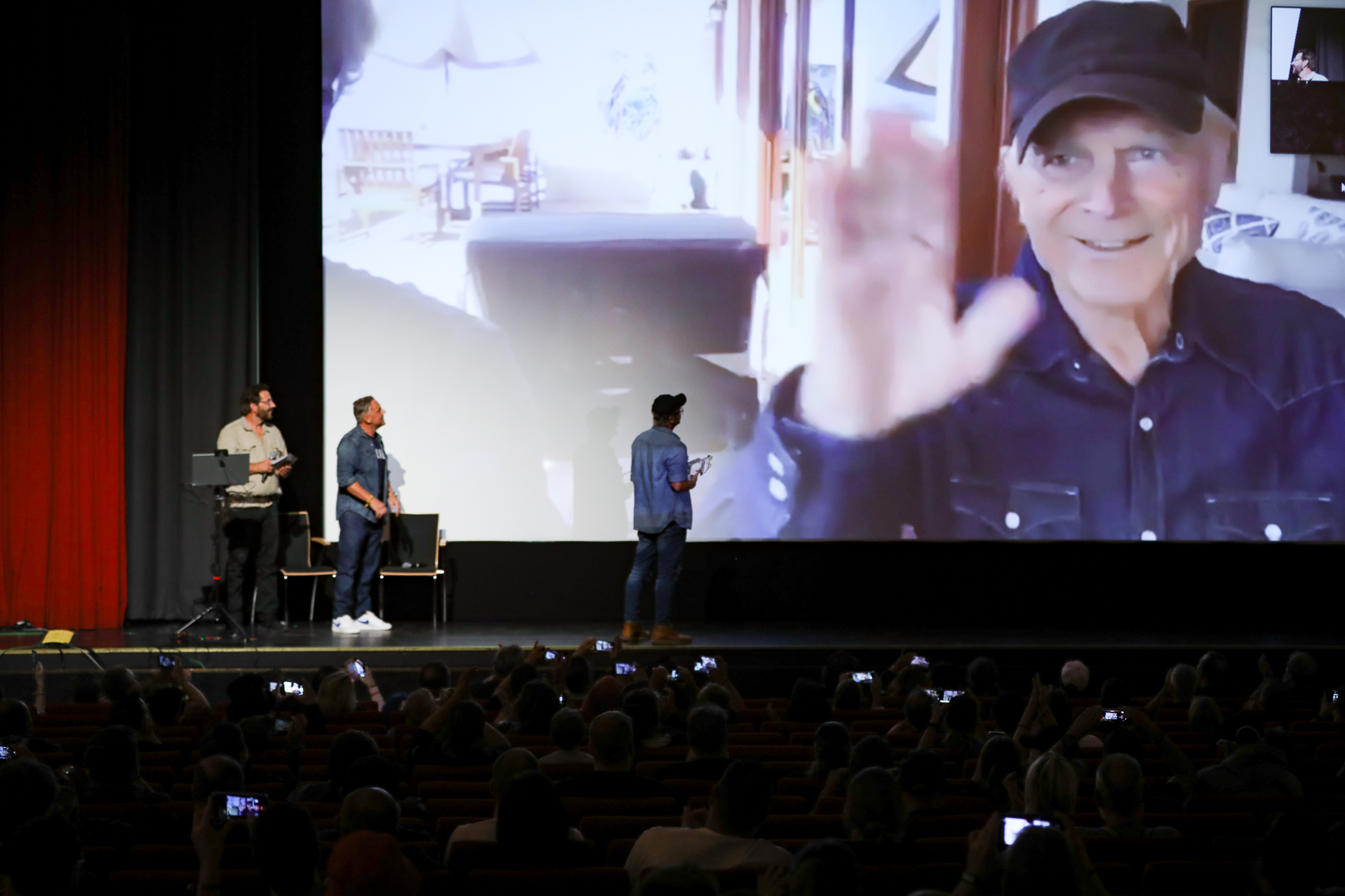
Terence Hill Live aus L.A. beim Filmfestival in Berlin

## Die einzelnen Fantreffen mit Ort und Jahr

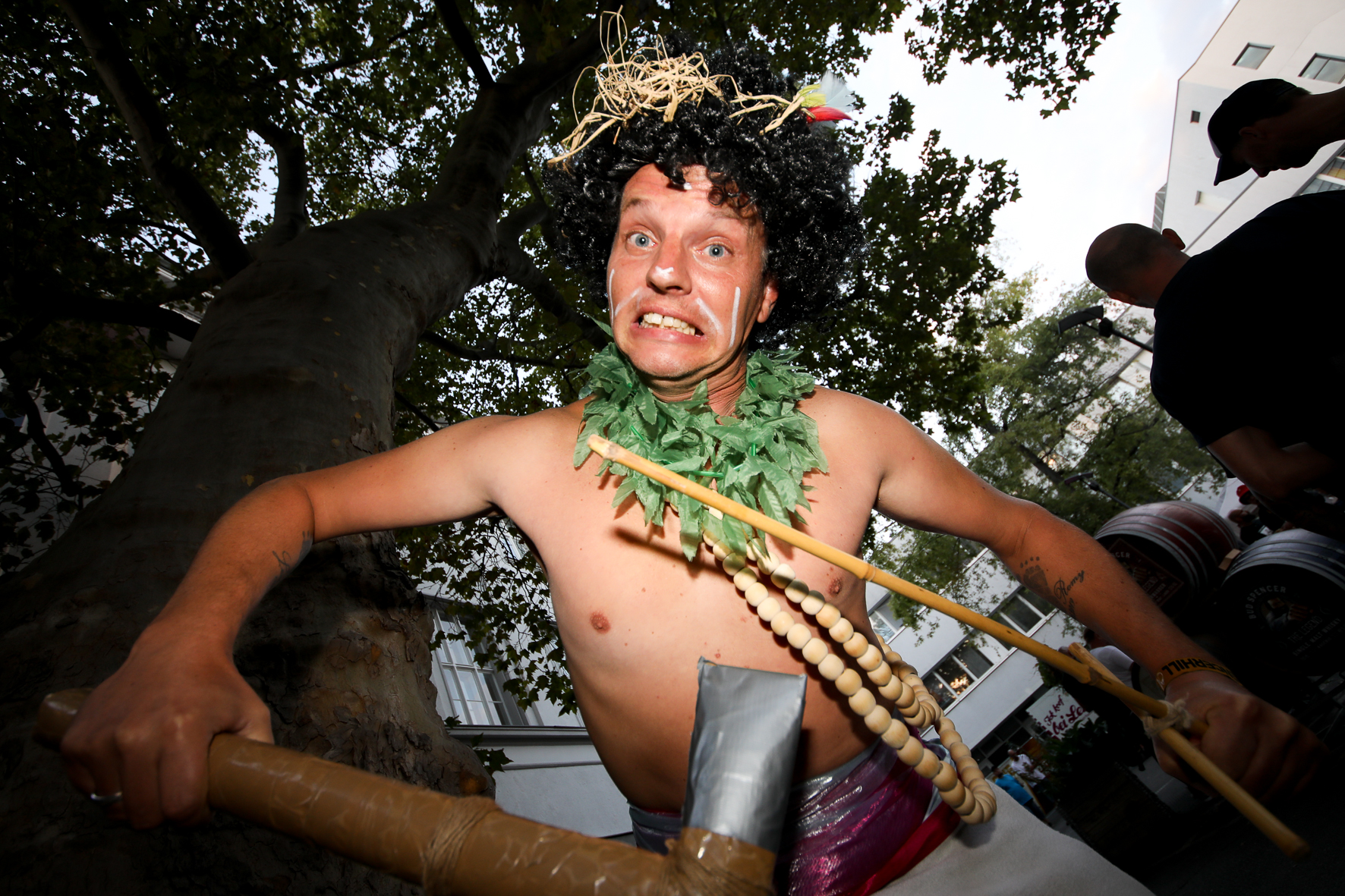
Fan im Anulu Kostüm

| Jahr            | Ort                 | Besucher            | Besonderheiten |
| --------------- | ------------------- | ------------------- | --- |
| 2001            | Hameln              | 150                 | in den Filmpausen gab es Bohneneintopf |
| 2002            | Northeim            | 250                 | |
| 2003            | Northeim            |                     | |
| 2004            | Northeim            |                     | |
| 2005            | Northeim            |                     | |
| 2006            | Northeim            | 450                 | |
| 2008            | Leipzig             | 600                 | |
| 2009            | Leipzig             |                     | erster kostümierter Besucher |
| 2010            | Halle (Saale)       | 700                 | erstmals Freitag und Samstag |
| 2011            | Westernstadt (Harz) | 700                 | |
| 2012            | Westernstadt (Harz) |                     | |
| 2013            | Ilmenau             | 800                 | |
| 2014            | Templin             |                     | Westernstadt |
| 2015            | Templin             |                     | erstmals auf einer Fläche von 16 Hektar |
| 2016            | Templin             |                     | |
| 2017            | Templin             |                     | Dampferfahrten Live Musik Konzerte |
| 2018            | Lommatzsch          | 4000                | Stargast: Riccardo Pizzuti, Sal Borgese; Soundtrackschreiber Oliver Onions |
| 2019            | Lommatzsch          | 8000                | Stargäste: Riccardo Pizzuti; Sal Borgese; die Tochter von Bud Spencer: Cristiana Pedersoli; der Sohn von Terence Hill: Jess Hill; Soundtrackschreiber Oliver Onions; La Bionda & D.D. Sound Original |
| 2020            | verschoben auf 2021 |                     | geplant war das Festival im Safariland Stukenbrock, musste aber aufgrund der Corona-Pandemie abgesagt werden                                                                                         |
| 2021            | Westernstadt        | 1000 pro Wochenende | geplant wurde einmalig für eine Festivaldauer von zwei Wochen für 5000 Besucher. Aufgrund von Corona-Beschränkungen musste diese Zahl jedoch auf 1000 Besucher pro Wochenende reduziert werden       |
| 02.–03. 09.2022 | Berlin              |                     | als „Filmfestival“ im Berliner Urania durchgeführt Stargäste R. Casaro, Italo Vegliante, Dune Buggy Band, Familie Pedersoli, Jorgo und Marcus, Anne Kasprik, Dennis Schmidt Foss, Zachi Noy          |
| 27.–30. 07.2023 | Gubbio (Italien)    | 15000               | erstmals außerhalb Deutschlands in Gubbio/Italien geplant |
| 06.–07. 09.2024 | Ilmenau             | 2000                | Eine durch die Polizei begleitete Movie-Fahrzeugparade durch Ilmenau wurde durchgeführt. Veranstaltungsort war die Festhalle Ilmenau; bereits Ende 2023 waren keine Tickets mehr verfügbar.          |
| 04.–07. 09.2025 | Ilmenau             |                     | |